# Bathynomus decemspinosus
Bathynomus decemspinosus är en kräftdjursart som beskrevs av Chung Kun Shih 1972. Bathynomus decemspinosus ingår i släktet Bathynomus och familjen Cirolanidae. Inga underarter finns listade i Catalogue of Life.